# Sveavägen

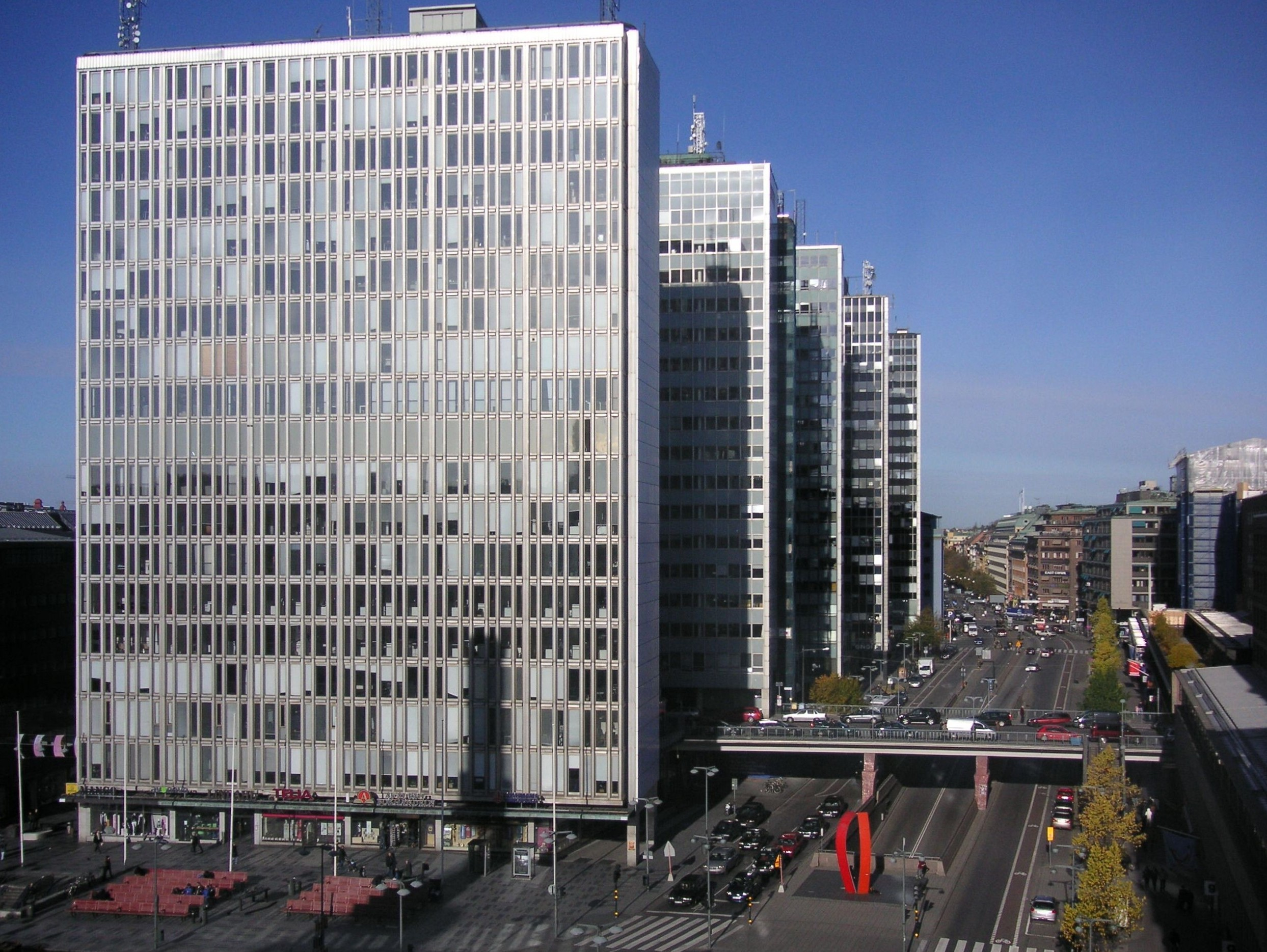
Der Sveavägen nach Norden vom Kulturhuset aus gesehen

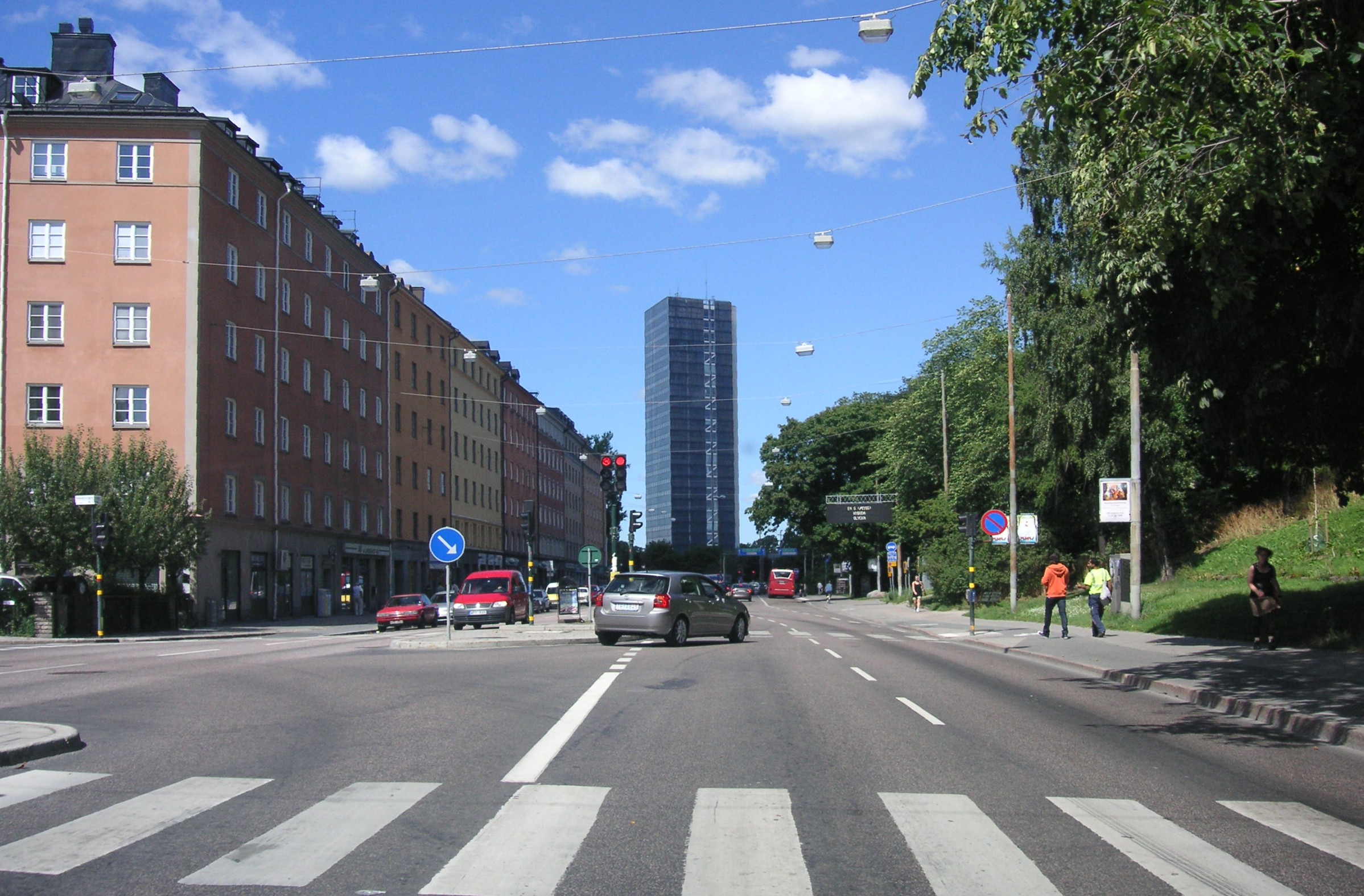
Der Sveavägen nach Norden gesehen, im Hintergrund das Wenner-Gren Center

Der Sveavägen ist eine von Nord nach Süd verlaufende Hauptverkehrsstraße in den Stockholmer Stadtteilen Vasastaden und Norrmalm. Sie trägt ihren Namen seit 1885.

## Geschichte
Der Sveavägen hatte viele unterschiedliche Namen. Der älteste bekannte Name ist Roslagsgatan aus dem 17. Jahrhundert. Gustav III. hatte große Pläne mit diesem Straßenzug, er plante eine freie Sichtachse längs eines Boulevards vom Stockholmer Stadtschloss Stockholms slott in der Altstadt Gamla Stan nach Norden hin über den See Brunnsviken bis zum "Großen Schloss Haga" im Hagapark. Der Plan wurde jedoch nie verwirklicht. 
Im Jahr 1866 präsentierte der Städteplaner und Politiker Albert Lindhagen den Vorschlag eines  neuen Bebauungsplanes für die nördlichen Teile Stockholms, in dem ein 70 Meter breiter Sveaväg (genauso breit wie die Champs-Elysées) vorgesehen war, daraus wurde auch nichts, aber bis ins Jahr 1942 fand sich diese Sichtachse in den Plänen für die Sanierung von Norrmalm der Stockholmer Baubehörde wieder.

## Neuzeit
Heute beginnt der Sveavägen beim Norrtull im Norden und endet nach Süden hin am Sergels Torg, dem Zentrum Stockholms. Hier befindet sich das Kulturhaus Kulturhuset, die fünf City-Hochhäuser und das Konserthuset. Nach Norden hin ist die Sichtachse definitiv versperrt durch das Wenner-Gren Hochhaus. Am Sveavägen befindet sich auch die vom Architekten Gunnar Asplund entworfene Stadtbibliothek Stockholms stadsbibliotek.

## Palme-Mord

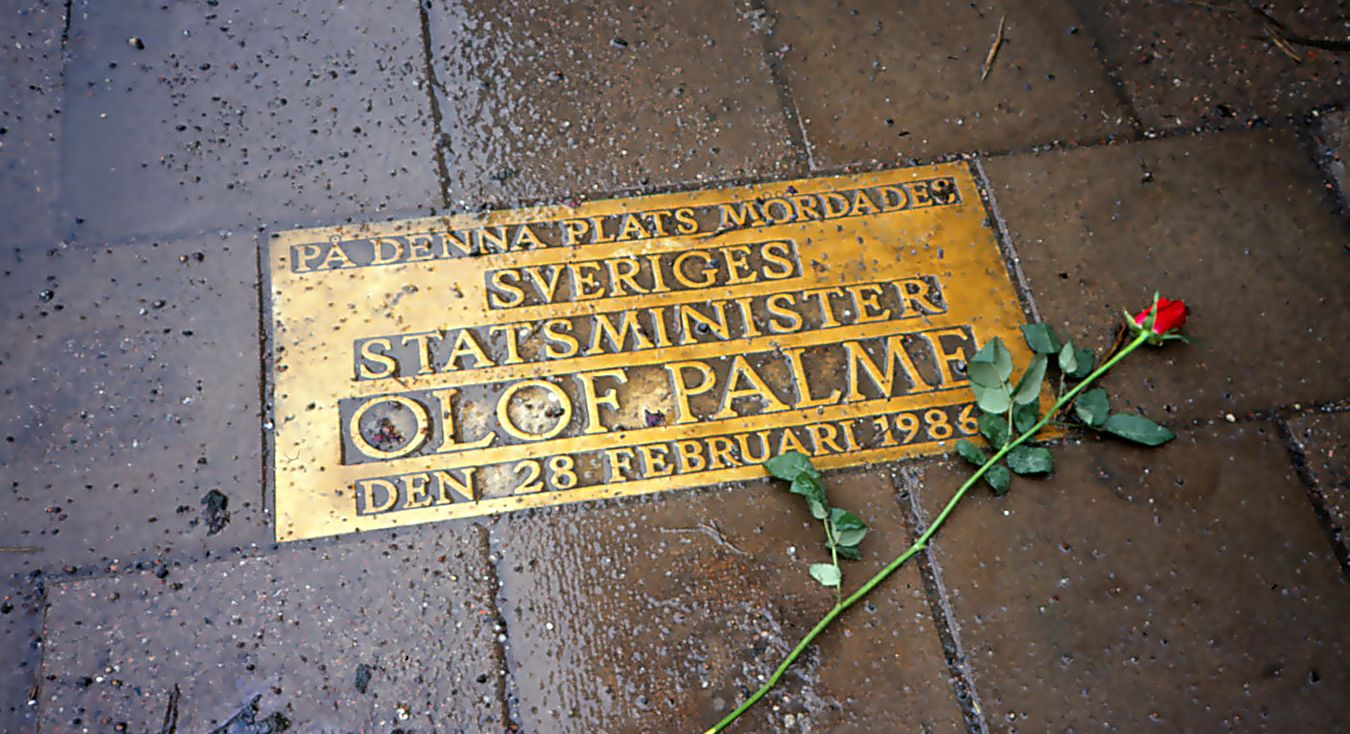
Gedenkplakette für Olof Palme an der Ecke zur Tunnelgatan

Am 28. Februar 1986 wurde Olof Palme nach einem Kinobesuch im Grand, das in der Sveavägen 45 liegt, in Höhe der Kreuzung zur Tunnelgatan ermordet. Heute befindet sich eine Gedenkplakette am Tatort, eingelassen im Bürgersteig. Der westliche Teil der Tunnelgatan wurde nach der Tat in Olof Palmes gata umbenannt.